# イワザクラ
イワザクラ（岩桜、学名：Primula tosaensis Yatabe）は、サクラソウ科サクラソウ属に分類される多年草の1種。

## 特徴
葉は径3-7 cmの円形で、縁は不ぞろいの鋸歯形状である。高さ5-10 cm程の花茎を伸ばし、1-5個の花を散形につける。花弁は5枚に分かれ、紅紫色で中央の花喉部は黄色、径2.5-3 cm。開花時期は4-5月。別名は、「ドサザクラ」。

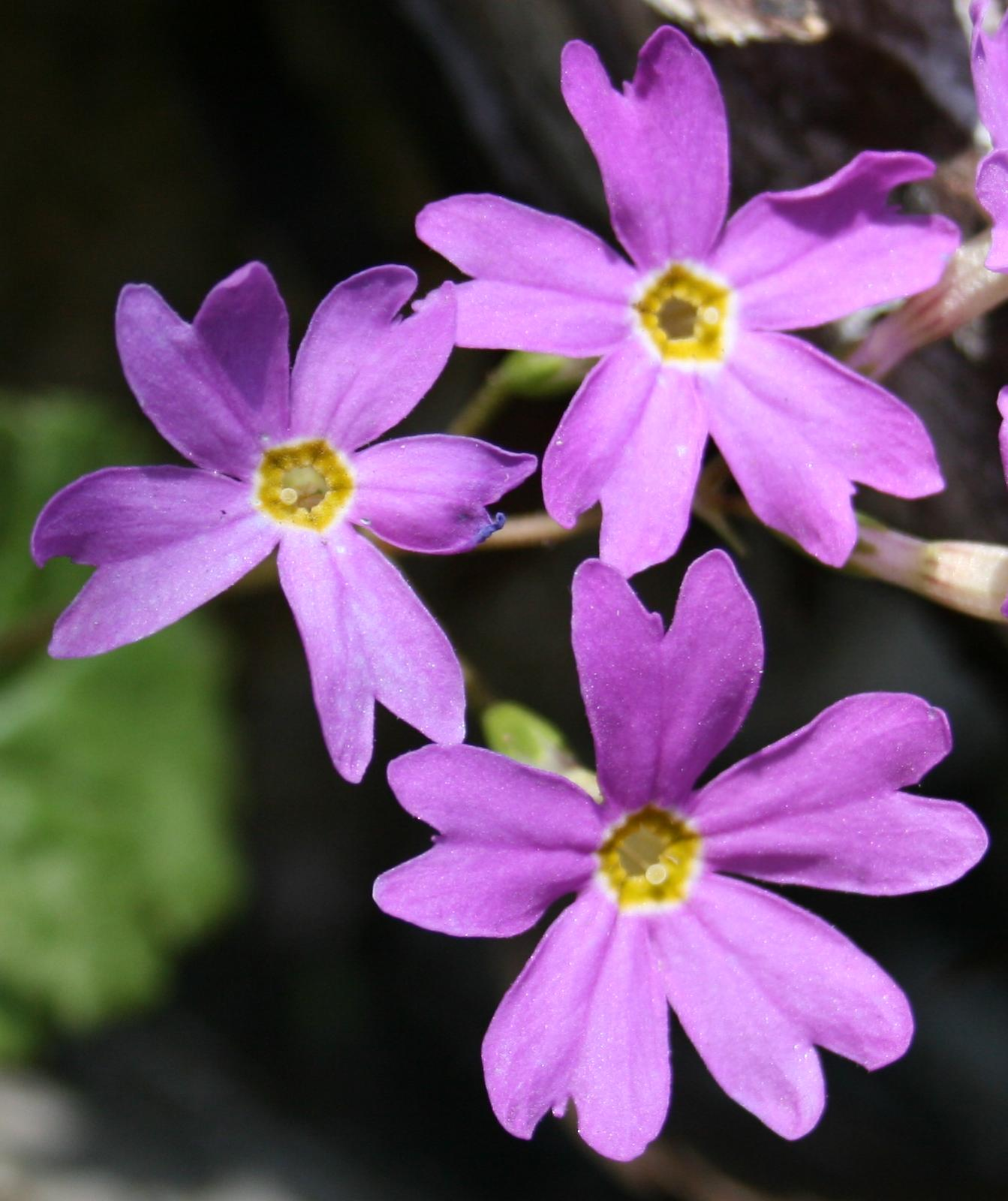
花弁が5枚あり、花柱が外に伸びる
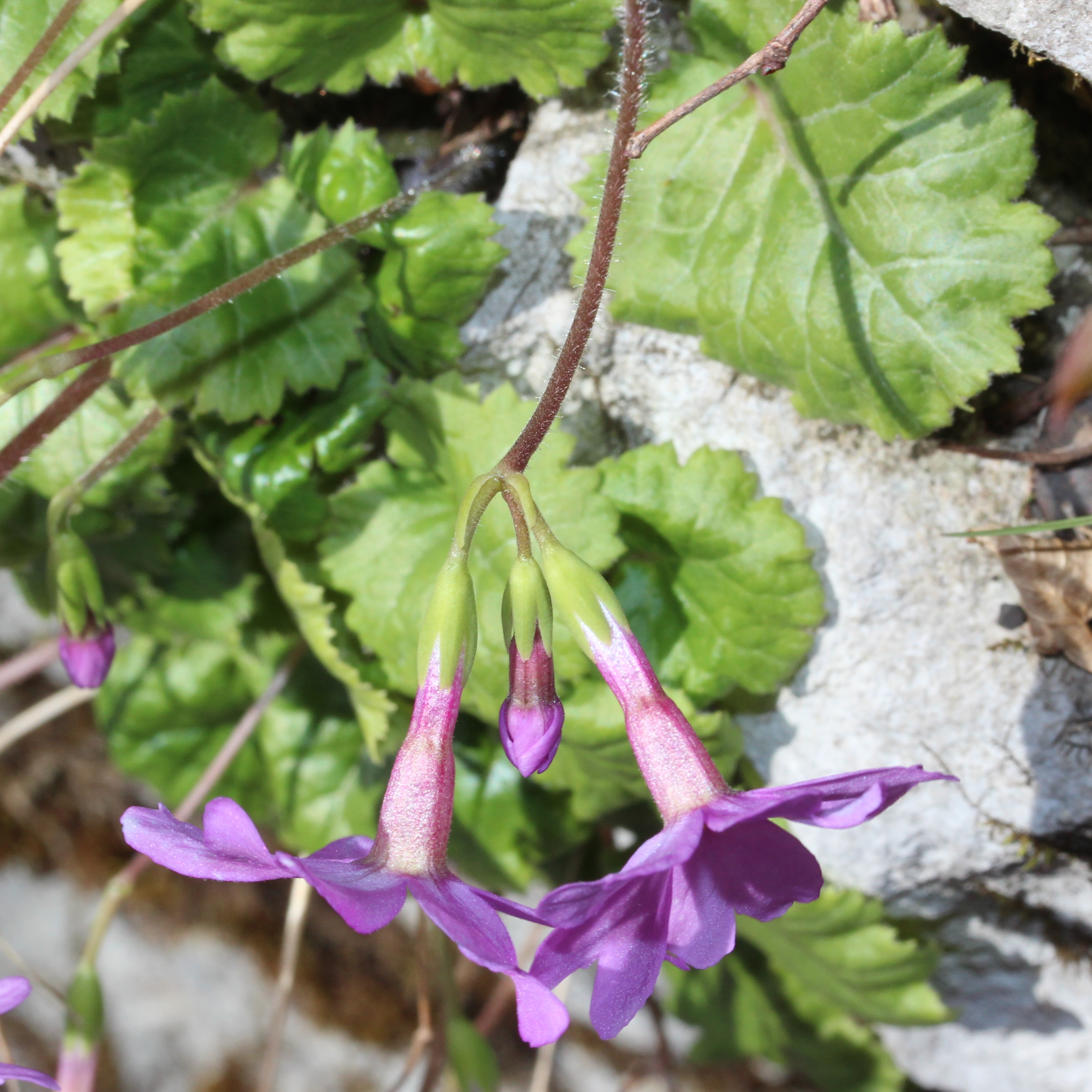
蕾と花の側面

## 分布

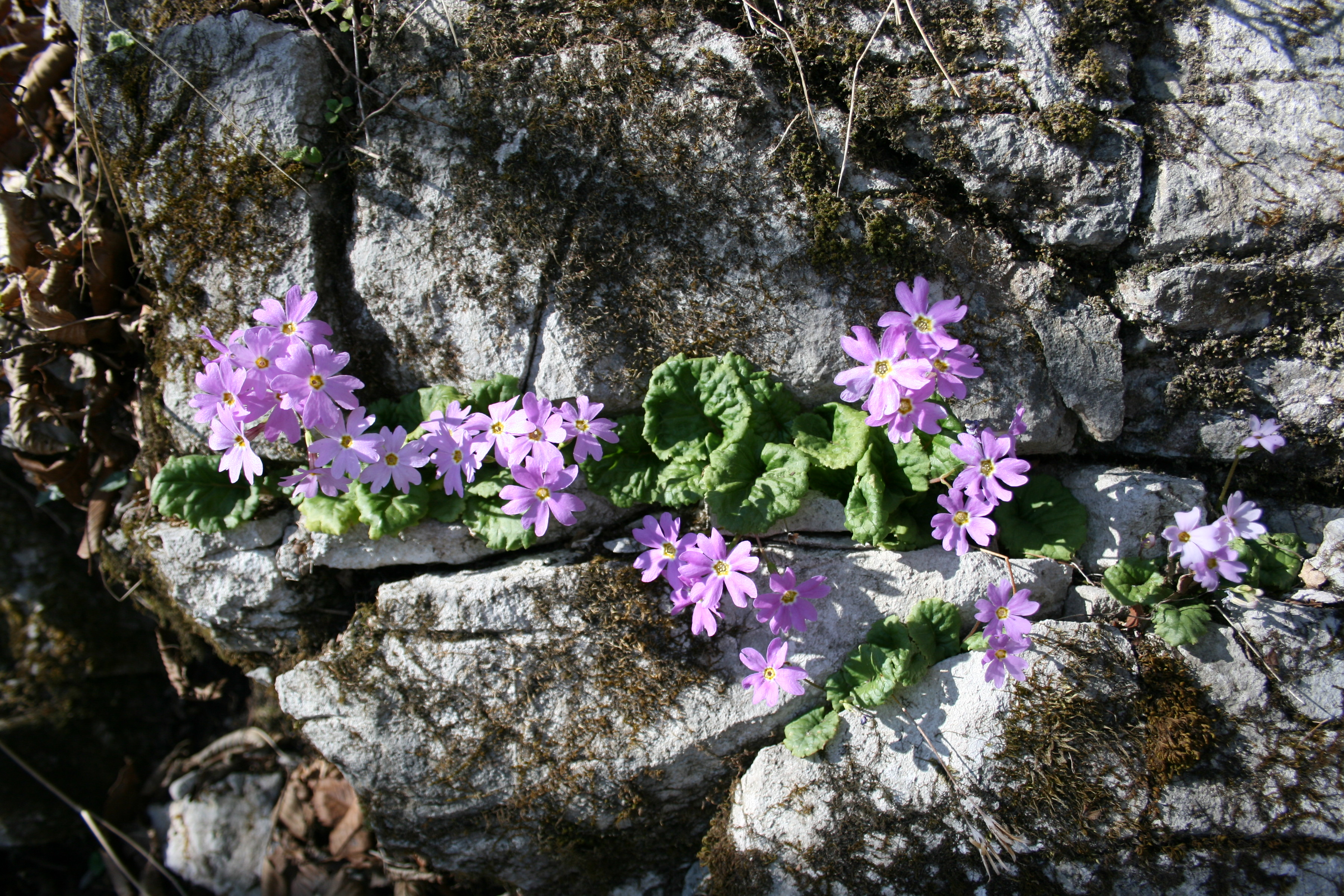
石灰岩の隙間に生えるイワザクラ

日本の固有種であり、岐阜県と紀伊半島、四国、九州の丘陵帯上部から山地帯の樹林に分布する。石灰岩の岩の隙間などに生える。沢沿いの岩壁の隙間などにも生える。岐阜県の旧山県郡美山町（現在の山県市）の町の花であった。山県市では盗掘による絶滅が危惧されていて、2003年（平成15年）4月1日に「山県市イワザクラ保護条例」が制定された。山県市の舟伏山、鈴鹿山脈の鎌ヶ岳、宮崎県の鰐塚山などに自生している。

## 近縁種
- ヒダカイワザクラ（日高岩桜　Primula hidakana） -  北海道の日高地方に分布する。環境省レッドリストの絶滅危惧II類に選定されている。
- コイワザクラ（小岩桜　Primula reinii） - 環境省レッドリストの絶滅危惧II類に選定されており[6]、秩父多摩甲斐国立公園・丹沢大山国定公園・妙義荒船佐久高原国定公園などで自然公園指定植物となっている[7]。
  - ミョウギコザクラ（妙義小桜　Primula reinii var. myogiensis、別名、ミョウギイワザクラ） - 妙義山の固有種で、「ミョウギイワザクラ」の名称で環境省レッドリストの絶滅危惧IA類に選定されている。
  - チチブイワザクラ（秩父岩桜　Primula reinii var. rhodotricha） - 石灰岩質の武甲山に分布する。埼玉県秩父郡横瀬町の町の花である。環境省レッドリストの絶滅危惧IA類に選定されている。

## 種の保全状況評価
準絶滅危惧（NT）（環境省レッドリスト）
日本では環境省によりレッドリストの準絶滅危惧（NT）の指定を受けている。総計約900個体と推定されていて、2007年以前は絶滅危惧IB類（EN）の指定を受けていた。盗掘など園芸用の採集が減少の主要因であり、森林伐採・道路工事の影響も原因と考えられている。
各都道府県で、以下のレッドリストの指定を受けている。
- 絶滅危惧IA類 - 宮崎県、熊本県[9][12]
- 絶滅寸前種 - 奈良県（環境省の絶滅危惧IA類相当）
- 絶滅危惧I類（環境省の絶滅危惧IA類又はIB類相当） - 徳島県[13]、鹿児島県
- 絶滅危惧IB類 - 高知県
- 絶滅危惧II類 - 岐阜県[8]、三重県[14]
- 情報不足（DD） - 愛媛県